# Düzce
Düzce és la capital de la província de Düzce a Turquia. La població del districte, segons el cens del 2011, era de 203.095 habitants, mentre que la de la ciutat arribava fins als 133.551.

## Dades generals
Se situa al Mar Negre entre la Capital Ankara i Istanbul. Fou afectada en gran manera tant pel Terratrèmol del Màrmara com pel Terratrèmol de Düzce de 1999.
Ankara es troba 240 km cap a l'est, i Istanbul és a 228 km a l'oest. La carretera D-100 passa a través de Düzce, mentre que l'autopista de TEM la rodeja.
Düzce és al planell de la costa de Mar Negra Occidental. Limita a l'oest amb Sakarya, al nord-est amb Zonguldak, i a l'est amb Bolu. S'obre al mar Negre amb la vall de Büyük Melen al nord-oest. Düzce s'estén 23 km d'est a oest, i 20 km de nord a sud.

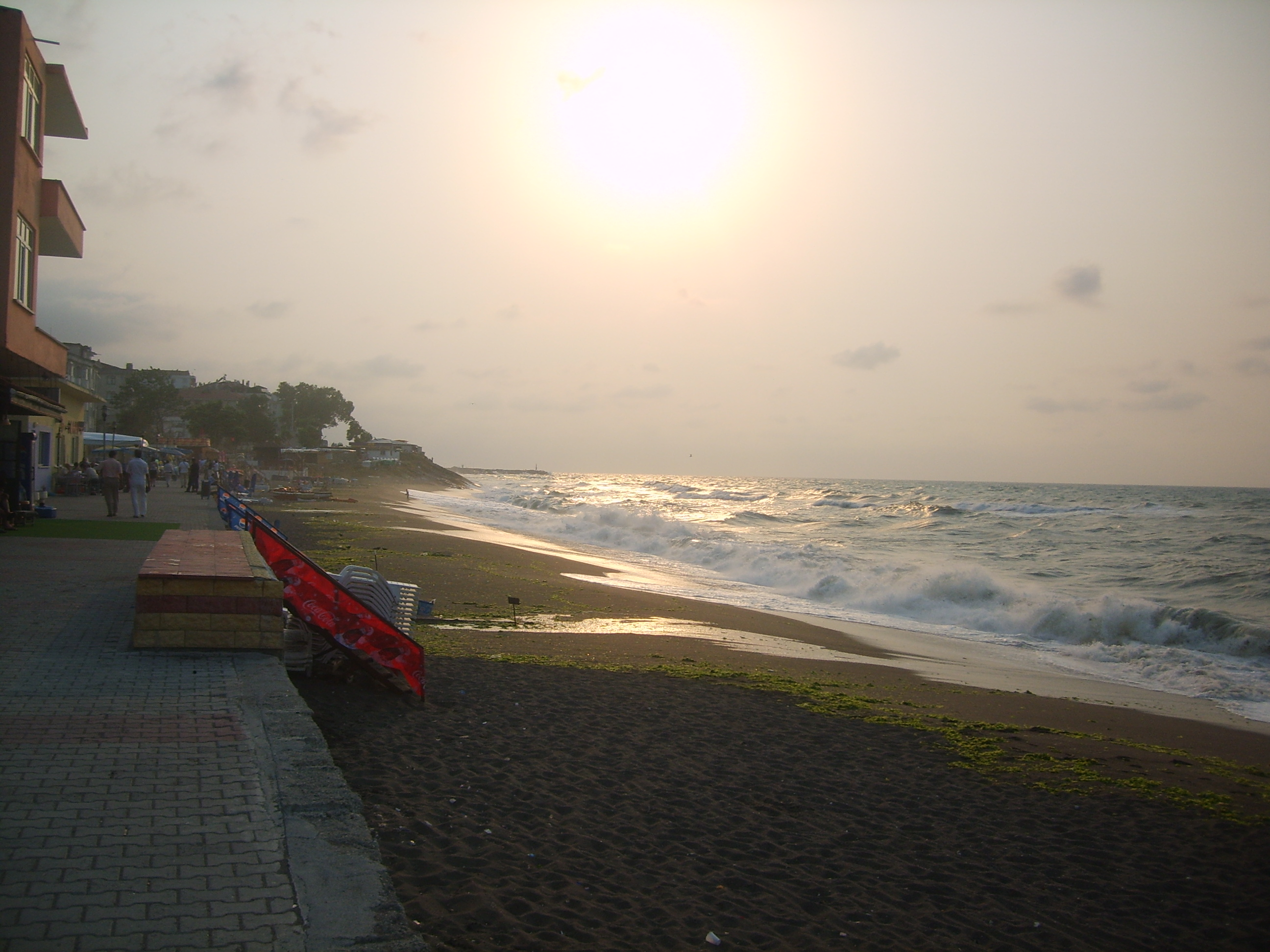
Costa d'Akçakoca

A prop seu hi trobem també alguns centres turístics i atraccions populars com Abant, Kartalkaya, Yedigoller, Golcuk i Akçakoca.
Quant al clima, tot i que els estius són càlids i els hiverns són freds, aquest oscil·la entre el clima del Mar Negre Occidental i el clima d'Anatòlia Central. Els principals produces agrícoles de Düzce són: tabac, blat de blats de moro, nous i moltes classes de blat i verdures.
La localització geogràfica de Düzce és molt atractiva per als amants de la natura i els buscadors d'aventures. Té vastes àrees de silvicultura, planells, cascades, extenses platges, coves naturals; es pot fer ràfting al Gran Riu Melen, navegar, practicar esports aquàtics i pescar al llac de l'embassament de Hasanlar. El Llac Efetni, amb 150 classes d'ocells i el Planell Karduz està cobert de neu tot l'any.

## Història
La històrica Konuralp és a 8 km al nord de Düzce. Els primers assentaments es remunten al segle iii aC. Fins a l'any 74 era una de les ciutats més importants que pertanyien a l'estat de Bitínia, que incloïa Bilecik, Bolu, Sakarya, Kocaeli. Fou conquerida per Pont i després per l'Imperi Romà. Durant el període romà, la ciutat fou influenciada per la cultura llatina, i va canviar el seu nom pel de Prusias ad Hypium. Posteriorment, el cristianisme entrà a la ciutat i després de la partició de l'Imperi Romà, fou controlada per l'Imperi Romà d'Orient (posteriorment Imperi Romà d'Orient).
Konuralp Bey, un dels comandants d'Osman Gazi, va rebre l'ordre de conquerir Düzce i rodalia. Al segle xiv capturà Duzbazaar (Düzce) i la Prusia romana després d'una batalla amb els romans d'Orient. Els primers administradors otomans a Düzce foren Konuralp Bey, Sungur Bey, Semsi Bey i Gunduz Alp. Durant les darreries del segle xvi, els vilatans escolliren aquesta ubicació com a mercat i per aquesta raó el centre de la plana fou anomenat Düzce Bazaar.
Durant l'Imperi Otomà Düzce proporcionà la fusta amb què es bastien els vaixells de l'Armada i esdevingué un important centre de transport entre Istanbul i les ciutats de l'Orient, com araSivas i Erzurum. Als segles xviii i xix els marxants van prendre el control de Düzce i el comerç va florir.
En el període dels sultans Abdülâziz i Abdülmecit, els immigrants vinguts del Caucasus, Mar Negre Oriental, est d'Anatòlia i els Balcans augmentaren la població de Düzce. El govern els proporcionà terra lliure. Tenia 137 pobles i 66.618 llars, amb una població de 36.088 en temps d'Abdülmecit II.
Després de la República la ciutat experimentà un gran desenvolupament en la indústria i el comerç. La seva proximitat a grans ciutats, ports i els recursos naturals la fan atractiva per rebre inversions. Düzce és una de les ciutats més desenvolupades en el terreny industrial de Turquia. Avui els sectors econòmics principals són: explotació forestal, indústria de l'automòbil, tèxtil, l'activitat cinegètica, la indústria cimentera, farmacèutica, la producció de nous i de tabac. Hi ha prop de 100 fàbriques que treballen en aquests sectors, com ara plantes de transformació de fusta i de productes alimentaris.
Fou sacsejada per diversos terratrèmols el 1944, 1957 i 1967. El 1999 va ser destruïda pel terratrèmol d'İzmit del 17 d'agost i finalment va rebre l'impacte d'un altre terratrèmol el novembre del mateix any. La magnitud del terratrèmol fou de magnitud 7,2 en l'escala de Richter, durà 30 segons, posà fi a la vida de 845 persones i en ferí prop de 5.000. Després d'això fou reconeguda com la 81a província de Turquia, segons un acord del Consell de Ministre, mitjançant el qual Düzce va poder accedir a ajuts governamentals per tal de recuperar-se dels seus danys.